# Egham Hythe
Egham Hythe is een plaats en civil parish in het bestuurlijke gebied Runnymede, in het Engelse graafschap Surrey met 6.345 inwoners.